# Soleco
Soleco est un roman français de science-fiction écrit par Jaiden L. Payn. Il s'agit du premier roman de cet auteur, paru en 2020, et la première partie du diptyque Soleco : Le Cycle Winters. La suite et fin, Les Égarés, est publiée en 2022.

## Résumé
L'action prend place sur Mars, dans un futur indéterminé. Deux siècles ont passé depuis l'arrivée des premiers colons et leur descendants survivent tant bien que mal dans un monde hostile. Nous suivons les aventures de Liam Winters, un mutant télépathe et ancien soldat qui a déserté la nation fasciste d'Acidalia. Après sa désertion, il trouve refuge dans la colonie de mutants de Soleco et leur sert d'ambassadeur auprès de la nation d'Utopia, dont ils dépendent pour leur approvisionnement en eau. Lorsque Acidalia retrouve sa trace, Liam est embarqué malgré lui dans une aventure qui va lui faire découvrir le terrible danger qui plane sur Mars.

## Nations de Mars
S'il existe un certain nombre de colonies indépendantes, Mars est avant tout partagée entre les trois nations suivantes :

### Acidalia
Surmilitarisée, Acidalia est obsédée par la préservation de la pureté génétique. Les mutants sont considérés comme des abominations et la reproduction strictement contrôlée. Acidalia est dirigée par le superviseur Isaac Glover. Ses citoyens sont constamment sous surveillance, drogués et endoctrinés. Sa capitale est New Eden.

### Arcadia
Nation la plus libertaire. Dirigée par la matriarche Alma Lévinski, elle jouit d'une réputation relativement bonne auprès des colonies indépendantes et des mutants. Sa capitale est Opportunity.

### Utopia
Troisième grande nation de Mars, elle est installée sur d'immenses réserves d'eau gelée. Elle est dirigée par le tribunal ou conseil des tribuns et sa capitale est Sanctuary.

## Personnages
- Liam Winters : le personnage principal du roman. Mutant télépathe, ancien milicien d'Acidalia, il a déserté en compagnie de Freyja et s'est réfugié dans la colonie indépendante de Soleco ou il essaie d'oublier son passé et ses traumatismes. Il sert d'ambassadeur auprès d'Utopia pour assurer l'approvisionnement en eau de la colonie. Sa vie se retrouve bouleversée lorsque Acidalia retrouve sa trace.
- Freyja : la Stigdottir. Déserteuse d'Acidalia avec Liam, c'est une baroudeuse qui explore Mars avec son rover pour y trouver des objets à recycler.
- Superviseur Glover : le dirigeant d'Acidalia.
- Anton Madsen : Colonel dans l'armée d'Acidalia, il est l'homme de main du superviseur Glover.
- Matriarche Alma : la dirigeante d'Arcadia.

## Éditions françaises
- Soleco, 2020,  (ISBN 978-2-9574220-0-5)
- Les Égarés, 2022,  (ISBN 978-2-9574220-3-6)